# 郭嘉昆
郭嘉昆（1980年8月—），中华人民共和国外交官，自2025年1月6日起担任中华人民共和国外交部第35任发言人。

## 生平
郭嘉昆2002年毕业于南开大学外国语学院英语（外贸）专业，后来进入中华人民共和国外交部工作。曾任中華人民共和國常駐聯合國代表團三等秘书、中華人民共和國外交部非洲司四處副處長、中華人民共和國外交部政策規劃司處長。2018年10月，郭嘉昆被任命为中国常驻联合国代表团安理会候补代表。2025年1月出任外交部新闻司副司長兼外交部发言人，1月6日首次主持外交部例行记者会。